# День НАТО
День НАТО — день, посвященный основанию НАТО путем подписания Североатлантического договора 4 апреля 1949 года. Он отмечается во всех странах-членах, включая, помимо прочего, Северную Македонию и отмечается в первое воскресенье апреля в Румынии (где праздник известен как Ziua NATO). В Литве он отмечается 29 марта в честь вступления страны в НАТО в 2004 году.